# 支倉凍砂
支倉 凍砂（はせくら いすな、1982年12月27日 - ）は、日本の男性小説家、ライトノベル作家。千葉県出身。日本推理作家協会会員。

## 略歴
14歳の頃から小説を書き始め、16歳の頃から文学賞に応募し始める。山内進『北の十字軍』やジャン・ファヴィエ『金と香辛料』、阿部謹也『ドイツ中世後期の世界』『中世の星の下で』等に触発され、立教大学に通う傍らで『狼と香辛料』の執筆を始める。
2005年に『狼と香辛料』で第12回電撃小説大賞銀賞を受賞し、2006年2月に同作品でデビューを果たす。同作品はシリーズ化され、『このライトノベルがすごい! 2007』にて、新人ながら作品部門第1位を獲得した。2007年11月、『狼と香辛料』が小梅けいと作画でコミカライズされる。2008年1月、アニメ化される。
2009年9月、原作を担当した『ビリオネアガール』が桂明日香作画で漫画連載開始。
2011年2月、『狼と香辛料XVI 太陽の金貨(下)』にてシリーズ完結（同書「あとがき」による）。2011年7月発刊の『狼と香辛料XVI Epilogue』で後日談が描かれている。
2011年8月に『WORLD END ECONOMiCA Episode.1』頒布、2012年8月に『WORLD END ECONOMiCA Episode.2』頒布、2013年8月に『WORLD END ECONOMiCA Episode.3』頒布。同シリーズは小説版の『I』が2014年12月に刊行。さらにアニメ化を支援するクラウドファンディングが2019年11月にCAMPFIRE運営のサイトで始まり、880人が目標の約4倍の2000万円近くを寄付。
2012年7月、『マグダラで眠れ』を発刊。翌2013年3月に、同作にて第2回ラノベ好き書店員大賞を受賞。同年9月に有坂あこ作画でコミカライズされる。2014年8月、その過去を描いたスピンオフ作品『少女は書架の海で眠る』が松風水蓮作画で漫画連載開始（2015年2月に小説版も刊行）。
2016年9月、『狼と香辛料』続編の『新説 狼と香辛料 狼と羊皮紙』発刊。『狼と香辛料』の短編集『狼と香辛料XVIII Spring Log』を発刊。
2016年12月、コミックマーケット91にてVRアニメ作品『Project LUX』を頒布。その後、SteamとOculusStoreでの販売を開始。
2018年7月、VRアニメ作品『狼と香辛料VR』の制作開始を発表。

## 人物
- ペンネームは『マリア様がみてる』の登場人物「支倉 令」（はせくら れい）に由来する。
- 立教大学理学部[7]物理学科に在籍していた。卒業については不明。
- 主に読むのは漫画で、小説はあまり読まない[4]。
- 複数の小説で獣耳の主要人物を登場させ、別のゲーム作品でもその世界観や内容と全く関係のない獣耳化パッチを公開[8]し、インタビューでは「獣耳が大好き[7]」と答えている。
- 初のVRアニメ作品『Project LUX』や『狼と香辛料VR』を制作し、「二次元の中に入る[9]」という類の発言を度々しており、VRアニメ作品へ力を入れている。

## 作品リスト

### 小説
- 狼と香辛料（メディアワークス→アスキー・メディアワークス→KADOKAWA〈電撃文庫〉、イラスト：文倉十、既刊24巻、2005年2月 - ）
  - 新説 狼と香辛料 狼と羊皮紙（KADOKAWA〈電撃文庫〉、イラスト：文倉十、既刊11巻、2016年9月 - ）
- マグダラで眠れ（メディアワークス→アスキー・メディアワークス→KADOKAWA〈電撃文庫〉、イラスト：鍋島テツヒロ、全8巻、2012年7月 - 2016年2月）
- WORLD END ECONOMiCA（KADOKAWA〈電撃文庫〉、イラスト：上月一式、全3巻）
  1. 2014年12月10日発売、ISBN 978-4-04-869112-3
  2. 2015年3月10日発売、ISBN 978-4-04-869324-0
  3. 2015年7月10日発売、ISBN 978-4-04-869325-7
- ノンシリーズ
  - 『少女は書架の海で眠る』電撃文庫、2015年2月、ISBN 978-4-04-869251-9
  - 『それをAIと呼ぶのは無理がある』中央公論新社、2020年11月、ISBN 978-4-12-005356-6
  - 『瀬戸内海の見える一軒家 庭と神様、しっぽ付き』中公文庫、2023年3月25日、ISBN 978-4-12-207345-6

#### 単行本未収録
- キタイのアタシ（「最前線」2012年9月掲載／『読むと恋したくなるカレンダー・ラブ・ストーリー』2014年7月 星海社文庫）
- AI情表現（『2030年の旅』2017年10月 中公文庫）
- ブリッツ・マジック・スケーリング　～異世界で最も複雑な魔法陣の作り方～（『小説家になろう』2022年12月21日 - 連載）[10]

### 漫画原作
- 狼と香辛料（「電撃マオウ」2007年11月号 - 2018年2月号連載）- 作画：小梅けいと
- ビリオネアガール（「good!アフタヌーン」2009年6号 - 2013年38号連載）- 作画：桂明日香
- マグダラで眠れ（「ヤングエース」2013年6月号 - 2015年4月号連載）- 作画：有坂あこ
- 少女は書架の海で眠る（「月刊コミック電撃大王」2014年8月号 - 2015年9月号連載）- 作画：松風水蓮
- 新説 狼と香辛料 狼と羊皮紙（「電撃マオウ」2019年7月号 - 連載）- 作画：日鳥